# Lech Piasecki

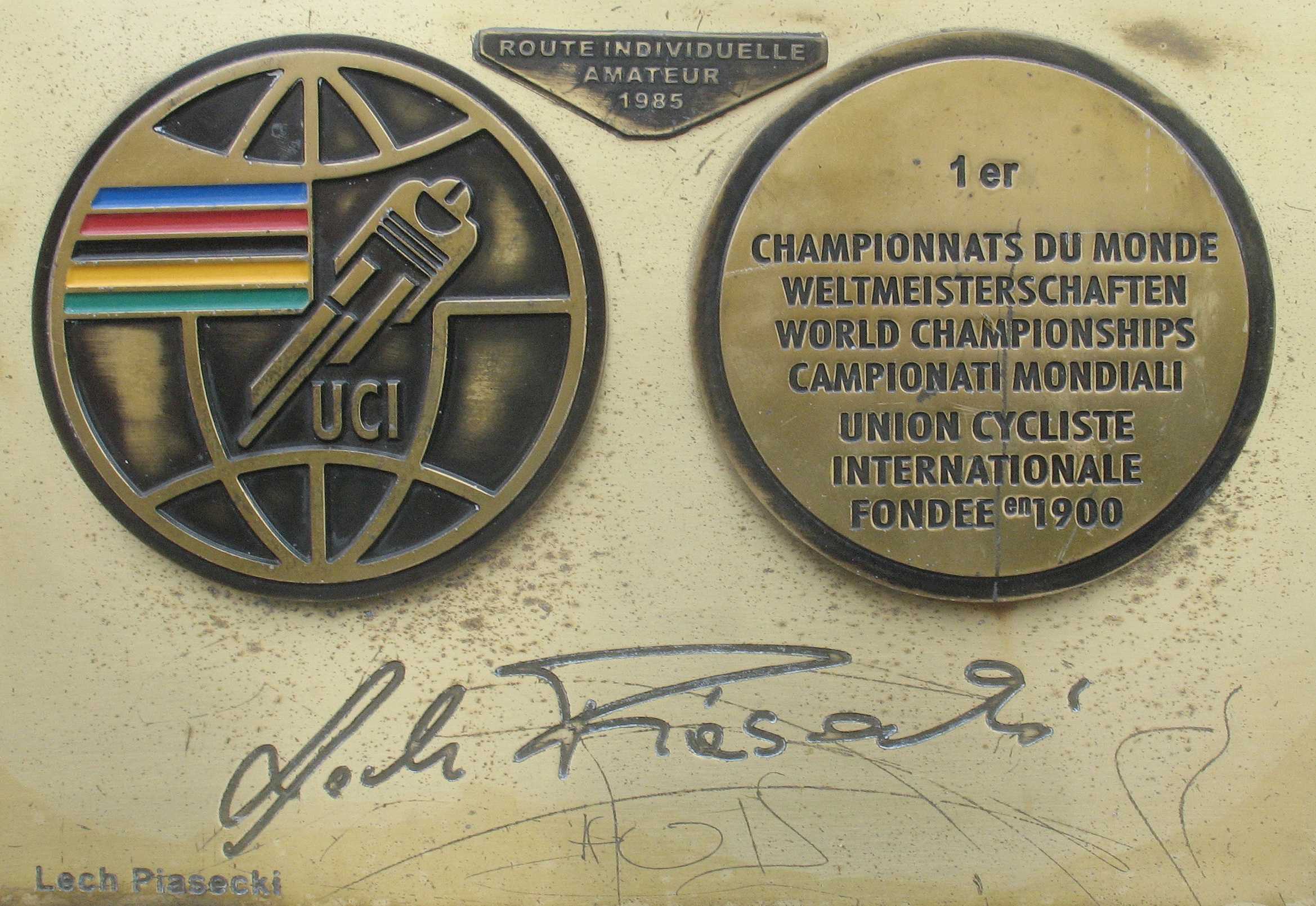
Kopia medalu i autograf L. Piaseckiego w Alei Gwiazd Sportu w Dziwnowie

Lech Piasecki (ur. 13 listopada 1961 w Poznaniu) – polski kolarz szosowy i torowy, mistrz świata amatorów i torowy mistrz świata zawodowców, zwycięzca Wyścigu Pokoju, pięciu etapów w Giro d’Italia, lider Tour de France.

## Kariera
Od 1976 roku trenował w klubie Orlęta Myślibórz pod okiem trenera Kazimierza Franczuka. W 1978 roku przeniósł się do Orląt Gorzów Wielkopolski (trener Mieczysław Szurko). W 1979 roku wygrał Ogólnopolską Spartakiadę Młodzieży w jeździe indywidualnej na czas w Toruniu oraz był trzeci na górskich mistrzostwach Polski.
W 1980 roku został mistrzem Polski juniorów w jeździe indywidualnej na czas, a na górskich mistrzostwach Polski zajął trzecie miejsce. W 1981 roku został powołany do kadry Polski seniorów (trener Zbigniew Rusin) oraz na mistrzostwa świata amatorów w Pradze (gdzie startował bez sukcesów).  W 1982 roku podczas wyścigu Dookoła Dolnej Saksonii wygrał klasyfikację na najlepszego górala oraz zdobył podwójne mistrzostwo Polski – górskie i ze startu wspólnego. Na mistrzostwach świata w Goodwood zajął 4. miejsce w wyścigu drużynowym. W 1984 roku zdobył tytuł mistrza Polski w jeździe indywidualnej na czas.
W 1985 roku zwyciężył w Wyścigu Pokoju (jechał w żółtej koszulce lidera od pierwszego do ostatniego etapu), w wyścigu Dookoła Austrii wywalczył tytuł najaktywniejszego kolarza, w wyścigu Dookoła Nadrenii został najlepszym góralem a na szosowych mistrzostwach świata w Giavera del Montello (Włochy) zdobył złoty medal w gronie amatorów w wyścigu ze startu wspólnego. Zdobył też tytuł mistrza Polski w jeździe indywidualnej na czas oraz z Zenonem Jaskułą w jeździe na czas parami. Te sukcesy przyniosły mu wygraną w plebiscycie „Przeglądu Sportowego” na najlepszego sportowca Polski.
29 listopada 1985 roku Piasecki podpisał kontrakt zawodowy z grupą Del Tongo Colnago. W 1986 roku wygrał etap jazdy na czas w Giro d’Italia oraz wyścig Firenze-Pistoia. W 1987 roku wygrał etap jazdy indywidualnej na czas w wyścigu Tirreno-Adriático, zajął 2. i 3. miejsce w czasówkach na Giro d’Italia oraz był liderem Tour de France po 1. i 2. etapie. W 1988 roku wygrał etapy jazdy na czas w drużynie i indywidualnie w Giro d’Italia oraz zdobył złoto w wyścigu na 5000 m na dochodzenie zawodowców na torowych mistrzostwach świata w  Gandawie, pokonując w finale Brytyjczyka Anthony’ego Doyle’a. W 1989 roku Piasecki wygrał czasówki w Tirreno Adriatico i Giro d’Italia, kryterium asów w Bolonii oraz wyścig Giro di Friuli. W 1990 roku wygrał etap jazdy na czas w Giro d’Italia oraz wyścig Firenze-Pistoia. W kwietniu 1991 roku Piasecki ogłosił zakończenie kariery.
Obecnie współpracuje m.in. przy organizacji Tour de Pologne.
Odznaczony Krzyżem Kawalerskim i Oficerskim Orderu Odrodzenia Polski (2010).

## Najważniejsze osiągnięcia sportowe
- 1981
  - 1. miejsce na 8. etapie Tour de Pologne
- 1982
  - 1. miejsce na 7a. etapie Milk Race
  -  1. miejsce w mistrzostwach Polski (start wspólny)
- 1983
  - 1. miejsce na 6. i 7. etapie Tour de Pologne
- 1984
  -  1. miejsce w mistrzostwach Polski (jazda indywidualna na czas)
- 1985
  -  1. miejsce w mistrzostwach świata (amatorzy, start wspólny)
  -  1. miejsce w mistrzostwach Polski (jazda indywidualna na czas)
  - 1. miejsce na 8. etapie Dookoła Austrii
  - 1. miejsce w Wyścigu Pokoju
    - 1. miejsce w prologu oraz na 7., 8. i 11. etapie
- 1986
  - 1. miejsce w Giro della Romagna
  - 1. miejsce na 2. etapie Tour de l'Aude
  - 1. miejsce na 3. (druż.) i 12. etapie Giro d’Italia
  - 1. miejsce w Trofeo Baracchi (razem z Giuseppe Saronnim)
  - 1. miejsce w wyścigu Florencja-Pistoia
- 1987
  - 1. miejsce w prologu Tirreno-Adriático
  - 2. miejsce na 1b. etapie Giro d’Italia
  - 3. miejsce na 13. etapie Giro d’Italia
  - 2. miejsce w prologu Tour de France
  -  koszulka lidera Tour de France (po 1. i 2. etapie)
- 1988
  -  1. miejsce w torowych mistrzostwach świata (zawodowcy, 5000 m na dochodzenie)
  - 3. miejsce na 1. etapie Giro d’Italia
  - 1. miejsce na 21b. etapie Giro d’Italia
  - 1. miejsce w Trofeo Baracchi (razem z Czesławem Langiem)
- 1989
  - 1. miejsce na 7. etapie Tirreno-Adriático
  - 1. miejsce w Giro del Friuli
  - 1. miejsce na 10., 15b. i 22. etapie Giro d’Italia
- 1990
  - 3. miejsce na 1. i 10. etapie Giro d’Italia
  - 1. miejsce w wyścigu Florencja-Pistoia

## Starty w Wielkich Tourach
| Grand Tour | 1986 | 1987 | 1988 | 1989 | 1990 |
| ---------- | ---- | ---- | ---- | ---- | ---- |
| Giro       | 86.  | 53.  | 74.  | 67.  | 56.  |
| Tour       | -    | DNF  | -    | -    | -    |
| Vuelta     | -    | -    | -    | -    | DNF  |